# Templo C (Selinunte)

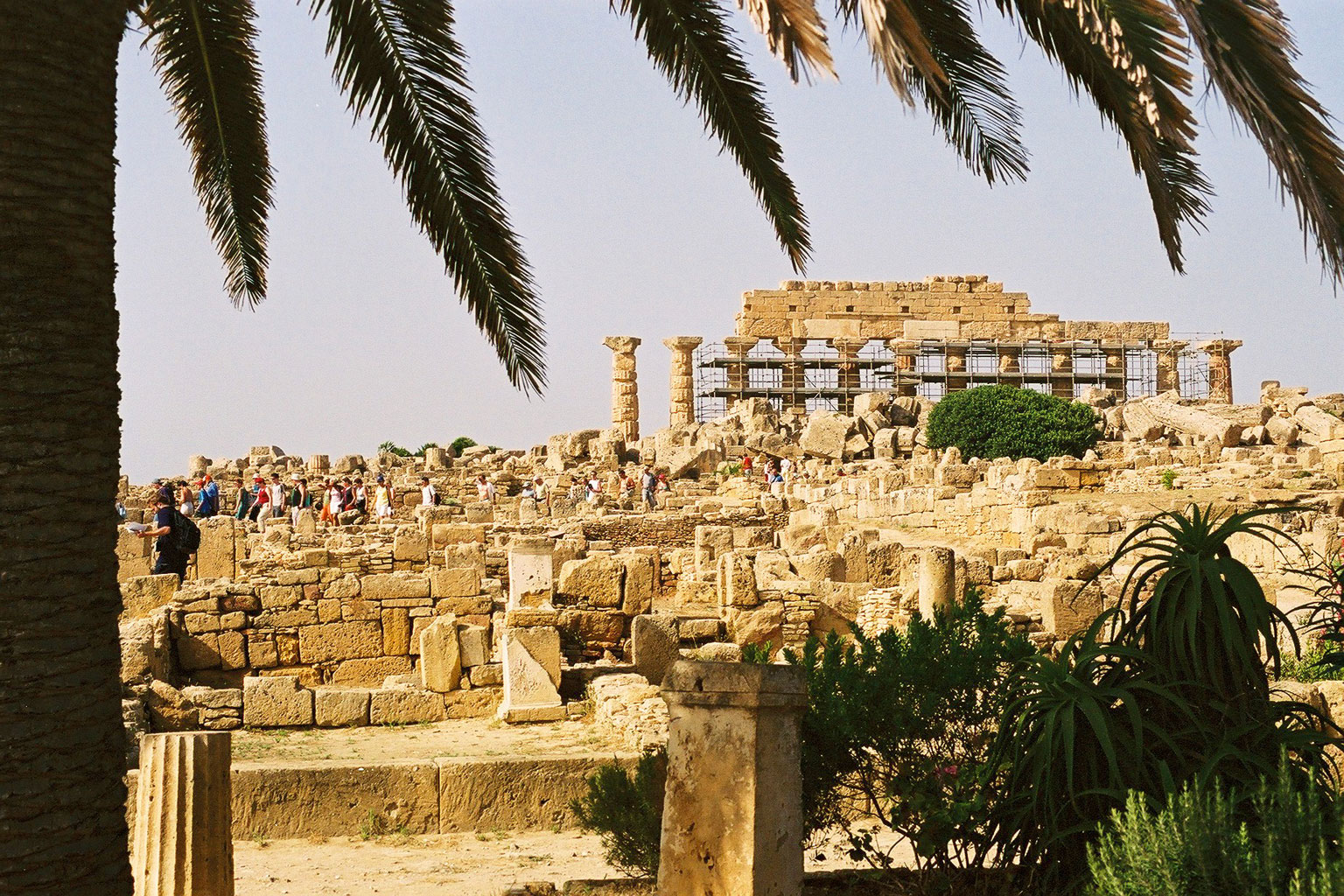
El tempo sobre sus cimientos

El templo C  (en italiano: Tempio C) de Selinunte, Trapani (Sicilia), es un templo griego de estilo dórico. Fue uno de los templos más antiguos de Selinunte y probablemente se construyó sobre la acrópolis poco después de mediados del siglo VI a. C., aunque su datación es controvertida. El templo fue objeto de investigación arqueológica en el siglo XIX y a principios del siglo XX y, más tarde, en 1929, los restos de un largo tramo de la columnata norte recibieron anastilosis (reconstrucción utilizando el material original). Después de una restauración que duró doce años, en 2011 la columnata fue liberada del andamiaje y se hizo visible otra vez.
El templo C se utilizó posiblemente como archivo (se han recuperado de él cientos de sellos) y estaba dedicado a Apolo, como muestra una inscripción, no a Heracles. Aunque al no haber certeza de a qué deidad estaba dedicado el edificio se conoce tradicionalmente en la arqueología por su nombre alfabético.

## Historia
Se construyó durante la época arcaica, en la primera mitad del siglo VI a. C. Al parecer, el templo fue finalmente destruido por un terremoto en el 400 a. C., aunque los cartagineses ya habían destruido la ciudad en el 409 a. C. y el 250 a. C.

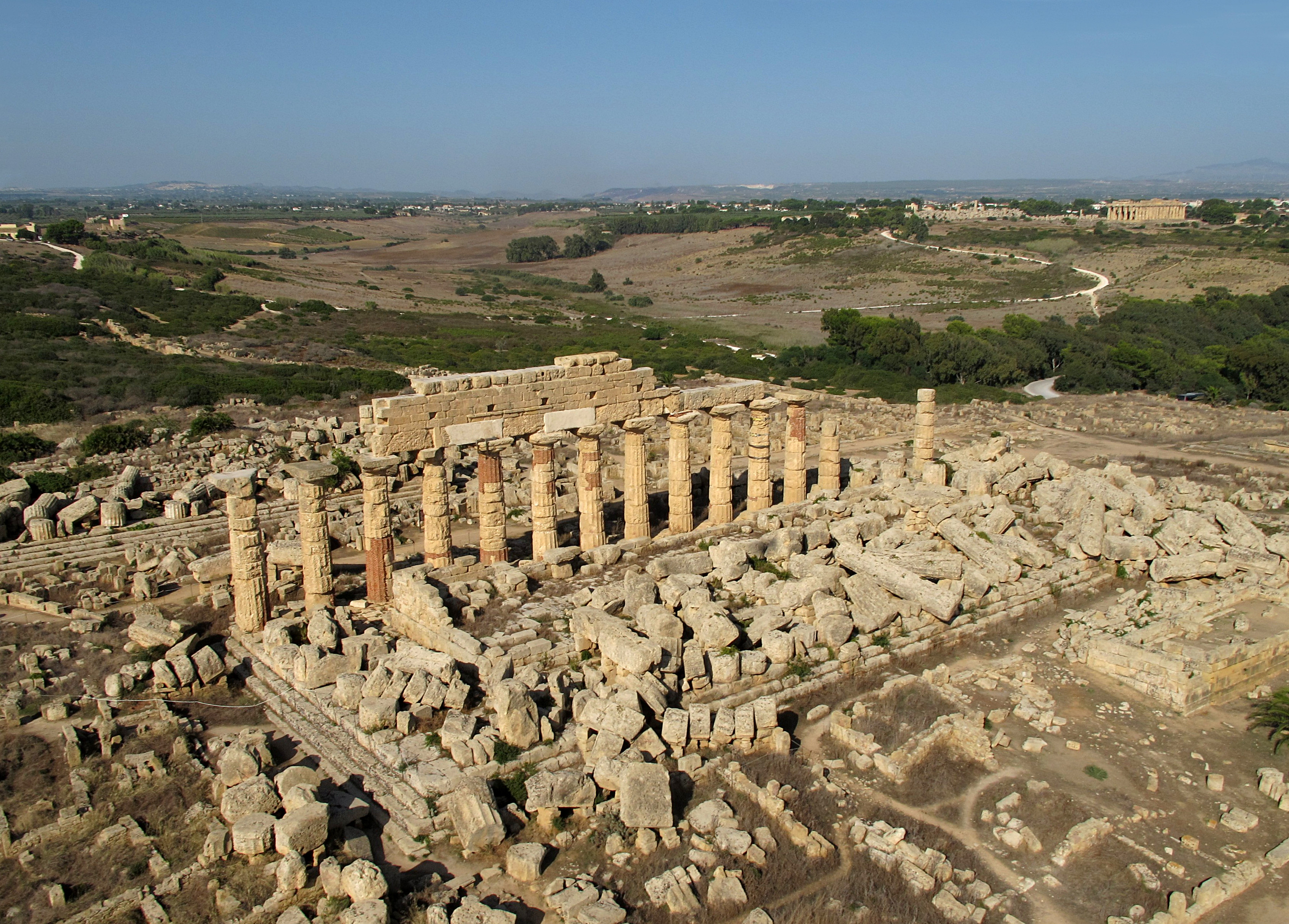
Vista aérea de las ruinas.

Fue excavado en 1823 por los arquitectos británicos Samuel Angell y William Harris. Catorce de las columnas del lado largo norte fueron restauradas entre 1925 y 1926. Las ruinas sufrieron daños en un terremoto en 1968.

## Descripción
Estaba situado en la acrópolis de Selinunte, la zona alta de la ciudad. Era el mayor de los templos de la acrópolis y estaba situado en el punto más alto de la colina.
Aunque muestra aspectos arcaizantes, imita los modelos de la Grecia continental (como el Templo de Apolo en Corinto) en el período en que los cánones que caracterizarían las proporciones del templo dórico se estaban consolidando. El edificio tiene un peristilo alrededor de la naos (períptero) con seis columnas en el frente (hexástilo) y diecisiete en los lados largos, que forman una planta muy alargada, lejos de la proporción canónica 1:2, pero análoga a otros templos antiguos, como el templo de Hera en Olimpia. Un tramo de ocho peldaños ocupa la parte delantera al completo y el resto del crepidoma tiene cuatro escalones, como el templo de Corinto, por lo que ambos siguen una regla que persiste en Sicilia.
El tamaño del estilóbato es de unos 24 × 63,7 m.  El pronaos tiene dos filas de columnas, sin estar colocadas en relación con las proporciones de la naos. El opistodomos (o ádyton) se transformó en un espacio vacío detrás de la naos, como es común entre los templos dóricos de Magna Grecia. Tenía seis columnas en los lados cortos y 17 en los largos. Eran excepcionalmente esbeltas (8,65 metros de altura)  y el intercolumnio era ancho en la fachada, pero en los laterales se contrajo a una dimensión más apropiada. Los diámetros de las columnas varían ampliamente, siguiendo un patrón flexible con poca consideración por las reglas del orden dórico, que ya se habían vuelto estrictas en la Grecia continental.
El frontón era excepcionalmente alto con una cornisa compuesta de dos hileras de bloques de piedra,  con terracotas pintadas y multicolores. de terracota de colores, algunas de las cuales se conservan en el Museo Arqueológico Regional Antonio Salinas, junto con algunas metopas notables del friso.
Había dos altares adosados al templo, uno más antiguo en el lado sureste y otro más reciente en el lado este.

## Decoración escultórica
Las diez metopas de la fachada fueron esculpidas en altorrelieve y enmarcadas en la parte superior e inferior por losas en blanco que hacían destacar el relieve de la escultura. Las metopas estaban separadas por triglifos que sobresalían mucho del plano vertical de las metopas. Tres metopas han sobrevivido en su totalidad: una vista frontal de una cuadriga impulsada vigorosamente por Helios, Perseo decapitando a Medusa mientras Atenea les observa y Heracles transportando a hombros a los Cercopes capturados. En el centro del tímpano había una máscara de una gorgona de terracota.

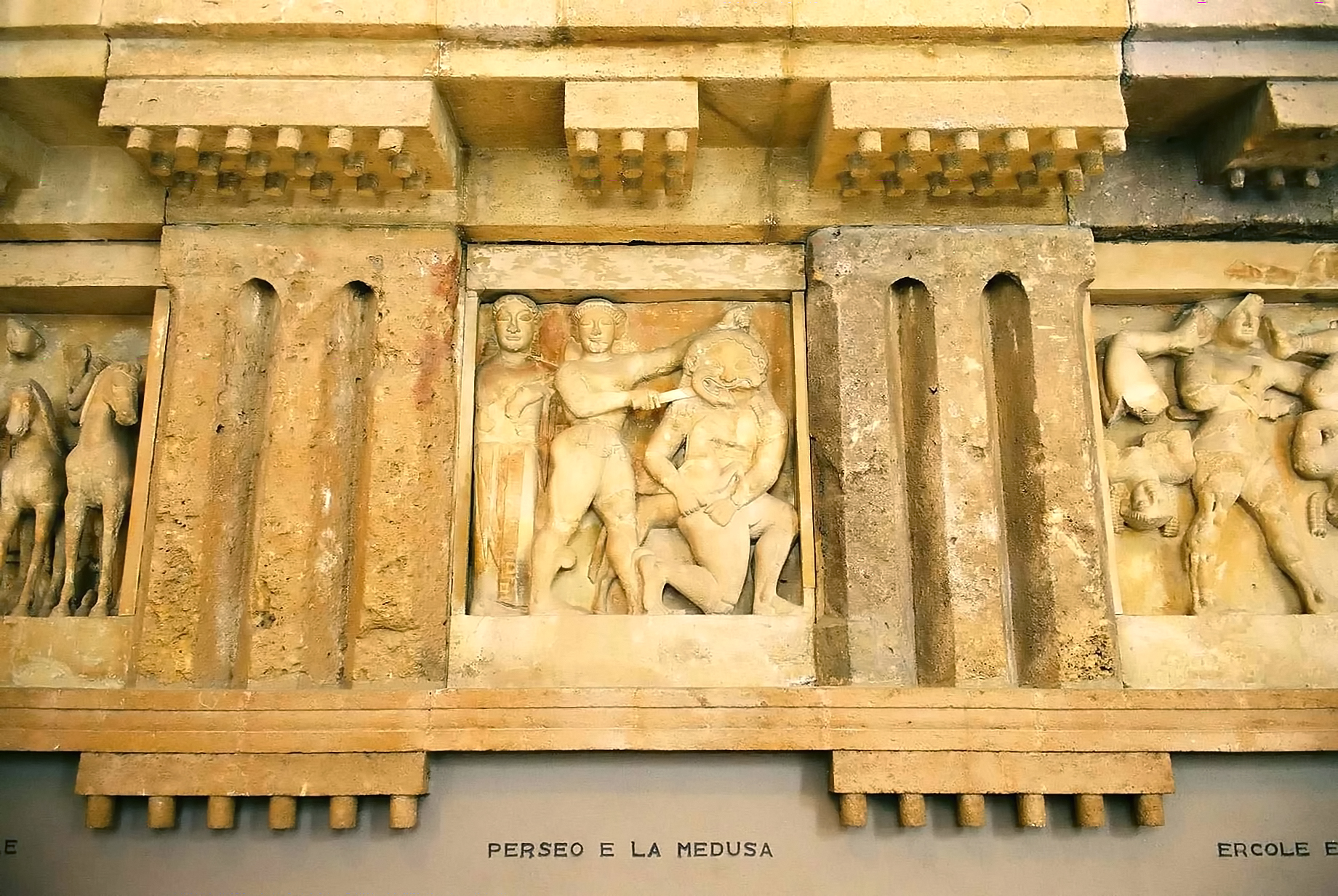
Las metopas del Templo C, Museo Arqueológico de Palermo
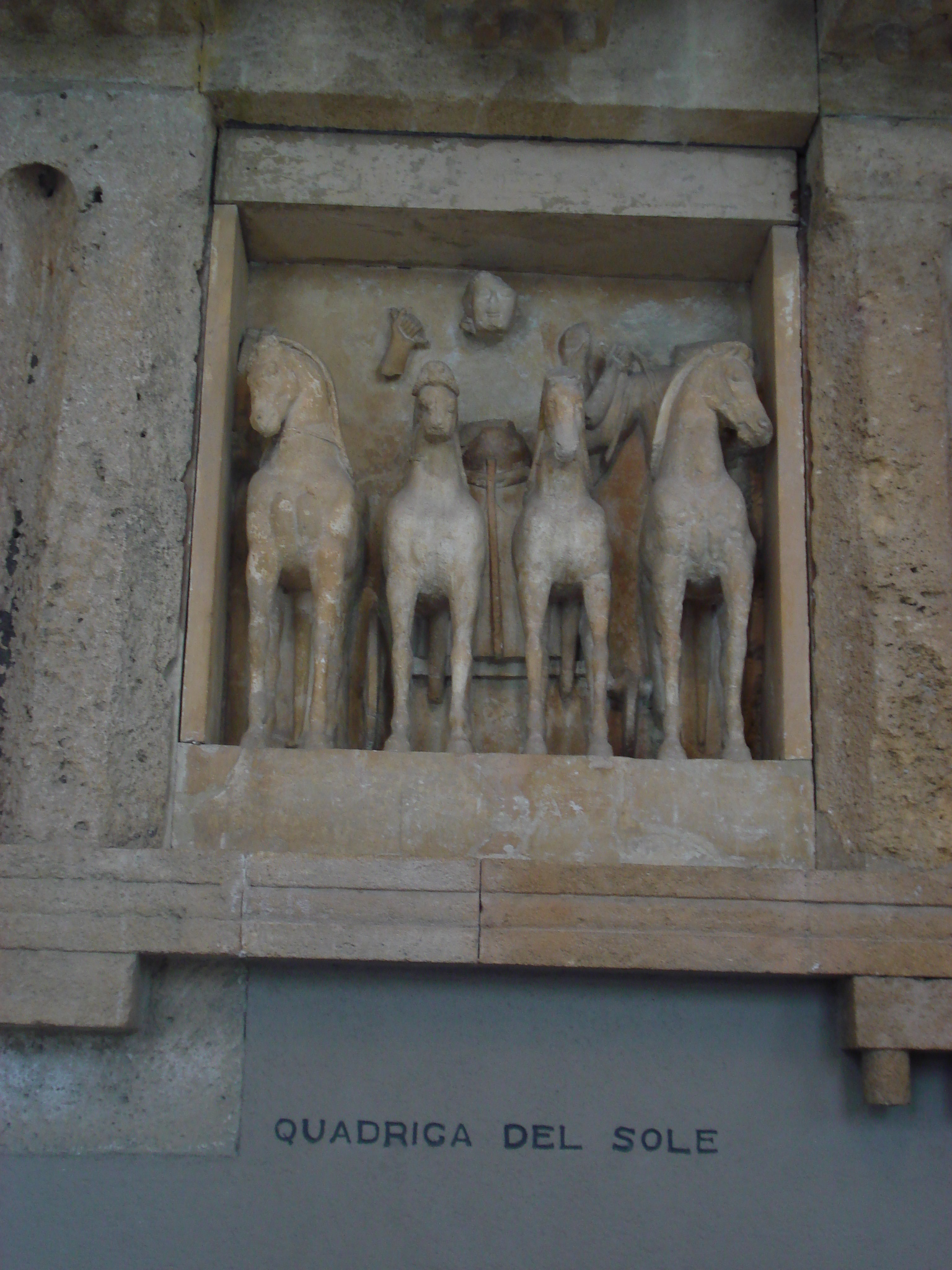
Metopa con la cuadriga de Helios.
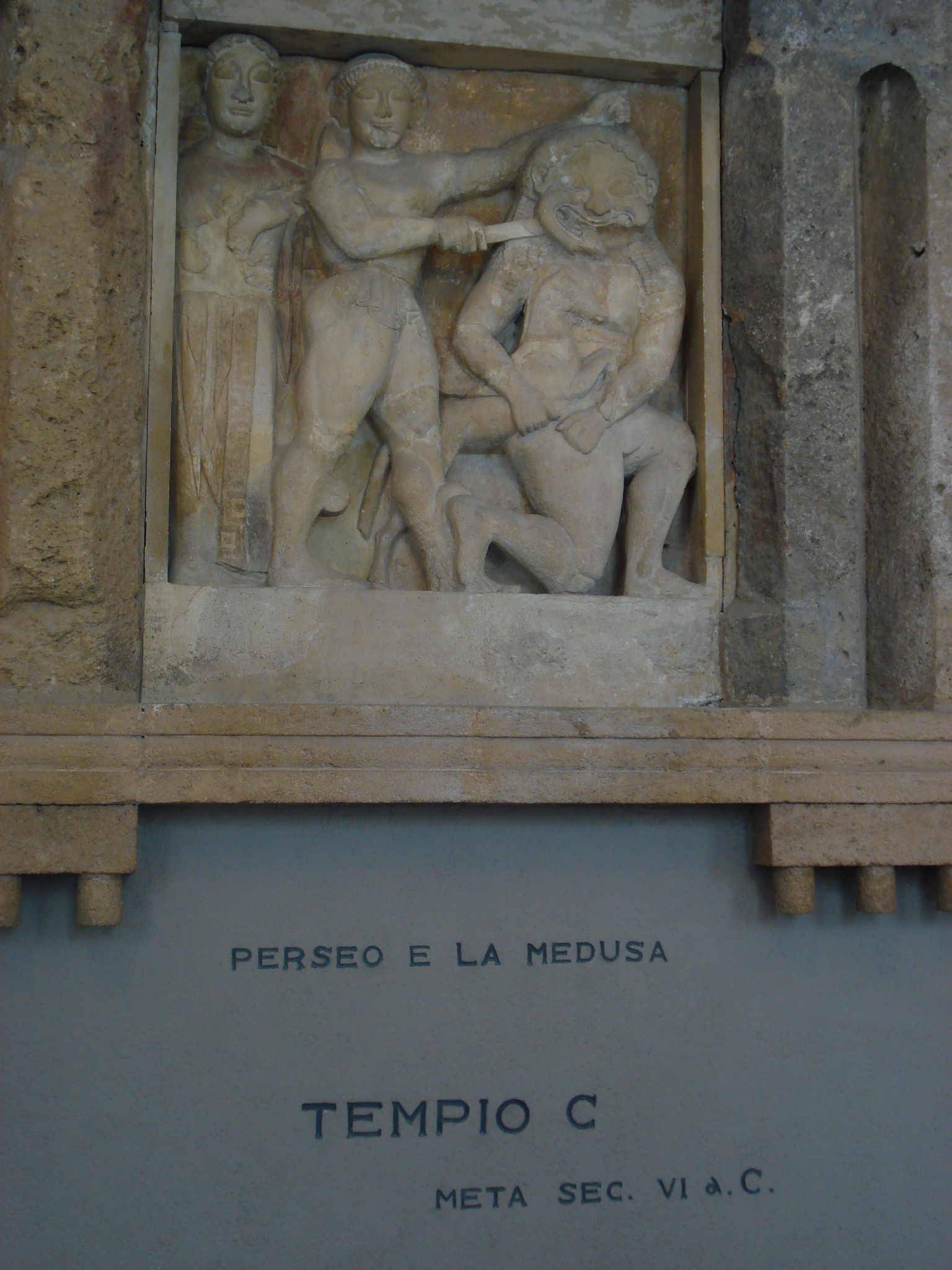
Metopa con Perseo y Medusa
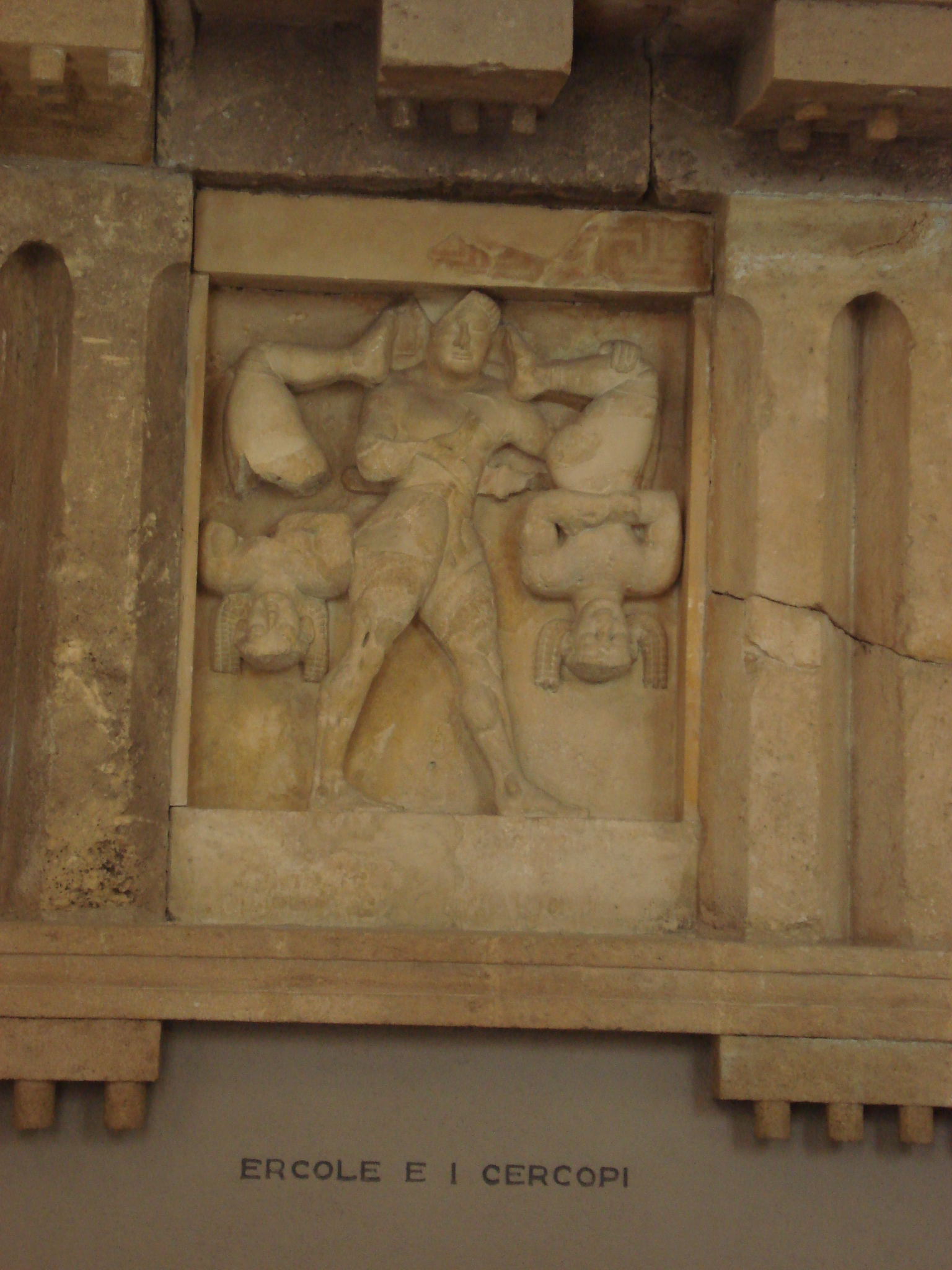
Metopa con Heracles y los Cercopes.